# Museo Moesgård
Il Museo Moesgård (MOMU) è un museo regionale danese dedicato all'archeologia e all'etnografia. Si trova a Højbjerg, un sobborgo di Aarhus, in Danimarca.

## Descrizione

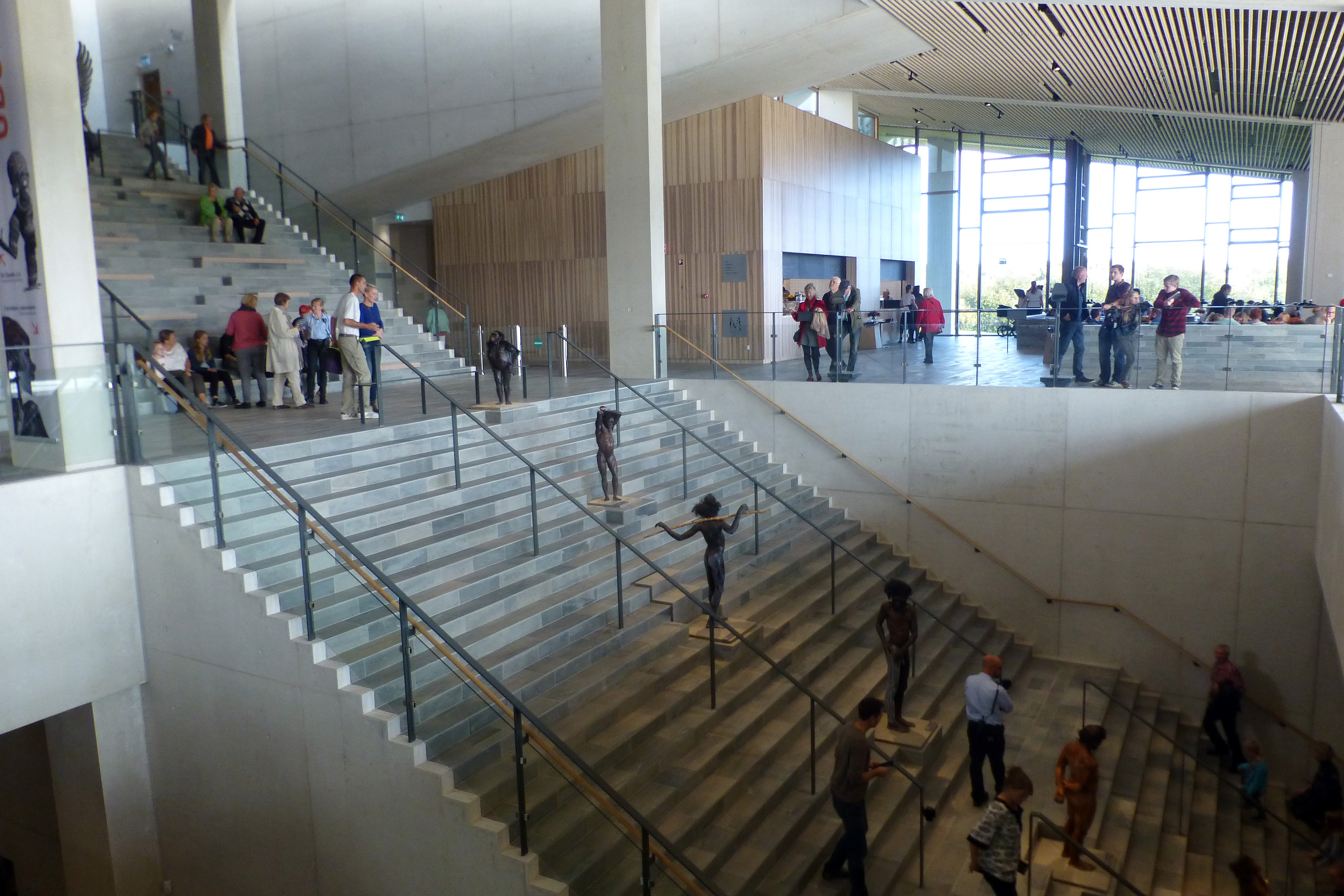
Interno del museo

Il MOMU collabora con l'Istituto di archeologia preistorica, archeologia e antropologia medievale e rinascimentale dell'Università di Aarhus. La parte principale della collezione archeologica del museo è di origine danese. Inoltre, le collezioni etnografiche contengono quasi 50 000 manufatti provenienti da tutto il mondo. Sono utilizzati sia per ricerche che per mostre. La collezione contiene anche materiale fotografico, film e registrazioni sonore. Le mostre del museo presentano numerosi reperti archeologici dell'antichità dei popoli danesi, tra cui l'Uomo di Grauballe. La collezione contiene anche sette pietre runiche locali.